# زندگی نیازموده ارزش زیستن ندارد
«زندگی نیازموده ارزش زیستن ندارد» (به یونانی: ὁ … ἀνεξέταστος βίος οὐ βιωτὸς ἀνθρώπῳ) جمله ای معروف است که ظاهراً توسط سقراط در محاکمه خود و در واکنش به اتهام «فاسد کردن جوانان» بیان شده‌است.

## معنا
این جمله احتمالاً توسط سقراط در محاکمه‌اش بیان شد، بعد از آنکه مرگ را بر تبعید برگزید. در بیان امروزی، این سخن همان انتخاب شرافتمندانه مرگ در برابر جایگزین آن است.
ترجمه نزدیکتر به جمله اصلی می‌تواند این باشد:
زندگی نسنجیده ارزش زیستن ندارد.
The unexamined life is not worth living
در واقع «سنجش» معادل بهتری برای “examination” می‌باشد و حاوی معنای عمیقتری برای جمله منتسب به سقراط است.
دکتر قوام صفری در درس‌گفتار فلسفۀ پیش‌سقراطیان معتقداست ترجمه دقیق این جمله از یونانی به فارسی این است: 
زندگی تأمل نشده، زندگیِ در شأن انسان نیست.

## تفسیر
سقراط معتقد بود که فلسفه - عشق به خرد ـ مهم‌ترین پیگیری است. برای برخی او، بیش از هرکس دیگر در تاریخ، مثال پیگیری خرد از طریق پرسش و مناظره بنا بر منطق، با امتحان و با تفکر است.